# Québecs bergbana
Québecs bergbana (franska: Funiculaire du Vieux-Québec) är en bergbana i gamla stan i Québec i Kanada. Den går mellan Haute-Ville (övre staden) och Basse-Ville (nedre staden) på en 64 meter lång sträcka med 45 % lutning.

## Bakgrund
Bergbanan öppnade 17 november 1879 och drevs ursprungligen med vatten som motvikt. Vattentanken i vagnarna fylldes när de var högst upp och tömdes när de var nere. År 1907 ändrades drivsystemet till el. Bergbanan brann i juli år 1945 och öppnade först igen ett år senare. Sedan dess har den renoverats flera gånger.
År 1996 gick vajern av och en av vagnarna störtade. En person dog och 15 skadades. Bergbanan stängdes och byggdes om och när den återöppnade 1998 hade drivsystemet ändrats åter igen. Vagnarna är numera oberoende av varandra och banan fungerar som en "lutande hiss".